# Calculadores de Merton College

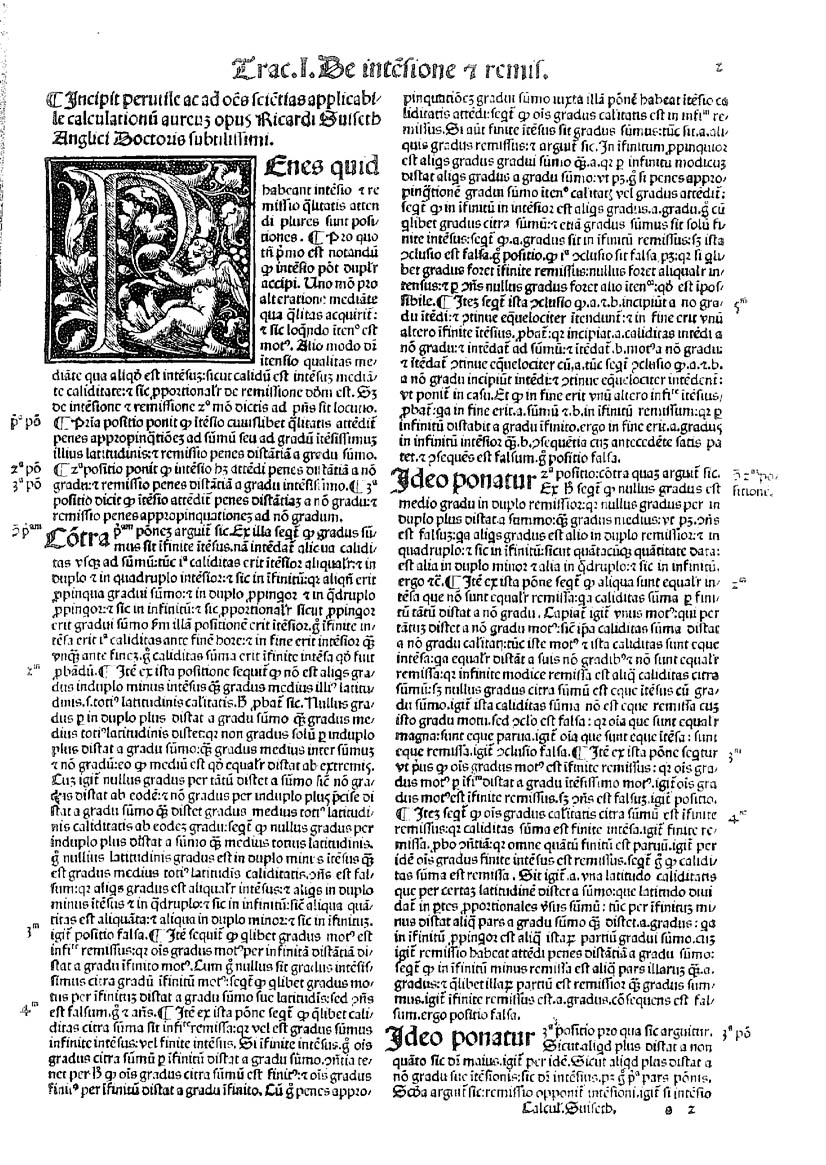
Richard Swineshead, Calculator, 1520

Los Calculadores de Merton College fueron un grupo de matemáticos que actuaron en el Merton College de la Universidad de Oxford, también  eran conocidos como los Calculadores de Oxford. Trabajaron durante la primera mitad del siglo XIV, antes de la Peste Negra.
Este grupo, compuesto por Thomas Bradwardine, William Heytesbury, Richard Swineshead y John Dumbleton, (ayudado en las investigaciones previas de Walter Burley y Gerardo de Bruselas), tiene como principal éxito la elaboración del Teorema de la velocidad media. Usando un lenguaje cinemático y simplificado, este teorema establece que un cuerpo en movimiento uniformemente acelerado recorre, en un determinado intervalo de tiempo, el mismo espacio que sería recorrido por un cuerpo que se desplazara con velocidad constante e igual a la velocidad media del primero. Más tarde, este teorema compondría la base de la "ley de la caída de los cuerpos", de Galileo.
El físico e historiador científico Clifford Truesdell, escribió:
Las fuentes ahora publicadas nos demuestran, por encima de cualquier duda, que las principales propiedades cinemáticas de los movimientos uniformemente acelerados, aún atribuidas a Galileo por los textos de física, fueron descubiertas y probadas por académicos del Merton College (...)
Los desarrollos científicos ocurridos en la Edad Media fueron ampliamente ignorados por los historiadores hasta el inicio del siglo XX. Prácticamente nada de la producción filosófica y científica de ese periodo dorado de la escolástica había sido traducido a las lenguas modernas, ya que los documentos solían estar escritos en un latín antiguo y con muchas abreviaturas que dificultaban su comprensión. Además de eso, los prejuicios contra el periodo medieval no proporcionaban muchos estímulos a la investigación sobre la intelectualidad del mismo.